# Ausschuß der Deutschbaltischen Parteien
Der Ausschuß der Deutschbaltischen Parteien (A.P.) war ein Parteienbündnis von verschiedenen Parteien der deutschen Minderheit in Lettland. Dieses Parteienbündnis, zuvor als Baltischer Nationalausschuss bekannt, trat mit einer gemeinsamen Wahlliste bei den Wahlen zur Saeima an. Ihre Abgeordneten wurden im Parlament unter Deutschbaltische Partei Lettlands geführt, obwohl eine Partei solchen Namens gar nicht bestand.
Dem Ausschuss gehörten an:
| Partei                                    | Abk.      | Ausrichtung                                     |
| ----------------------------------------- | --------- | ----------------------------------------------- |
| Deutsch-baltische Demokratische Partei    | DbDP      | Mitte-Bürgerlich                                |
| Deutsch-baltische Fortschrittliche Partei | DbFP      | Mitte-Bürgerlich                                |
| Deutsch-baltische Reform-Partei           | DbRP      | Mitte-Bürgerlich                                |
| Deutsch-baltische Volkspartei             | DbVP      | Rechts                                          |
| Deutsch-baltische Einigungspartei         | DbEP      | Mitte-Bürgerlich/Interessenvertretung von Libau |
| Wählerverband Mitau                       | Wvb Mitau | Mitte-Bürgerlich/Interessenvertretung von Mitau |

## Wahlergebnisse
| Wahl                    | Stimmen | Mandate     |
| ----------------------- | ------- | ----------- |
| 1920 Satversmes Sapulce | 32.25   | 6 (von 150) |
| 1922 Saeima             | 42.088  | 6 (von 100) |
| 1925 Saeima             | 42.248  | 4 (von 100) |
| 1928 Saeima             | 43.352  | 6 (von 100) |
| 1931 Saeima             | 45.098  | 6 (von 100) |

Am 15. Mai 1934 wurden die Parteien nach einem Staatsstreich von Kārlis Ulmanis verboten und die Saeima aufgelöst.

## Abgeordnete

### Satversmes Sapulce 1920–1922
| Name               | Partei | Anmerkung             |
| ------------------ | ------ | --------------------- |
| Wilhelm von Fircks | DbVP   |                       |
| Peter Kluge        | DbFP   |                       |
| Egon Knopp         | DbEP   |                       |
| Edwin Magnus       | DbRP   |                       |
| Arthur Reusner     | DbVP   |                       |
| Paul Schiemann     | DbDP   | Fraktionsvorsitzender |

### I. Saeima 1922–1925
| Name                 | Partei | Anmerkung             |
| -------------------- | ------ | --------------------- |
| Wilhelm von Fircks   | DbVP   |                       |
| John Karl Hahn       | DbEP   |                       |
| Karl Keller          | DbDP   |                       |
| Egon Knopp           | DbEP   |                       |
| Paul Schiemann       | DbDP   | Fraktionsvorsitzender |
| Manfred von Vegesack | DbRP   |                       |

### II. Saeima 1925–1928
| Name               | Partei                                                         | Anmerkung             |
| ------------------ | -------------------------------------------------------------- | --------------------- |
| Alfred Alsleben    | auf der lettischen Liste „Internationale Hausbesitzer“ gewählt |                       |
| Wilhelm von Fircks | DbVP                                                           |                       |
| John Karl Hahn     | DbEP                                                           |                       |
| Karl Keller        | DbDP                                                           |                       |
| Paul Schiemann     | DbDP                                                           | Fraktionsvorsitzender |

### III. Saeima 1928–1931
| Name               | Partei    | Anmerkung                                           |
| ------------------ | --------- | --------------------------------------------------- |
| Wilhelm von Fircks | DbVP      | Fraktionsvorsitzender 10. März 1931 – 23. Juli 1931 |
| John Karl Hahn     | DbEP      |                                                     |
| Woldemar Pussoll   | DbVP      |                                                     |
| Paul Schiemann     | DbDP      | Fraktionsvorsitzender/Mandatsverzicht 10. März 1931 |
| Lothar Schoeler    | DbRP      |                                                     |
| Walter Sadowsky    | DbDP      | ab 10. März 1931                                    |
| Werner Westermann  | Wvb Mitau |                                                     |

### IV. Saeima 1931–1934
| Name               | Partei    | Anmerkung                                              |
| ------------------ | --------- | ------------------------------------------------------ |
| Wilhelm von Fircks | DbVP      | Mandatsverzicht 18. Oktober 1933                       |
| John Karl Hahn     | DbEP      |                                                        |
| Karl Keller        | DbDP      | ab 18. Oktober 1933                                    |
| Woldemar Pussoll   | DbVP      |                                                        |
| Paul Schiemann     | DbDP      | Fraktionsvorsitzender/Mandatsverzicht 19. Oktober 1933 |
| Lothar Schoeler    | DbRP      | Fraktionsvorsitzender ab 19. Oktober 1933              |
| Helmuth Stegman    | DbLP      | ab 19. Oktober 1933                                    |
| Werner Westermann  | Wvb Mitau |                                                        |